# Бобровницкий, Игорь Петрович
Игорь Петрович Бобровницкий (род. 23 июля 1953, Москва) — российский медик, член-корреспондент РАН, доктор медицинских наук, профессор. , Заместитель генерального директора Центра по научной работе ФГБУ «Центр стратегического планирования и управления медико-биологическими рисками здоровью ФМБА России», Руководитель НИИ «Экологии человека и гигиены окружающей среды» им. А. Н. Сысина. Руководитель научного направления организации здравоохранения и медицины окружающей среды.

## Биография
Родился в семье военнослужащего.
В 1976 году окончил Военно-медицинскую академию им. С. М. Кирова с дипломом по специальности «лечебно-профилактическое дело».
С 1976 по 1998 год проходил военную службу на научных должностях в ГНИИ авиационной и космической медицины Минобороны России.
С 1976 по 1985 г. работал а лаборатории выживания, принимал активное участие в организации и проведении научных экспедиций и тренировок космонавтов по выживанию после аварийного приземления (приводнения) в районах с неблагоприятными климатогеографическими условиями, включая Арктику.
С 1986 по 1998 г. возглавлял научное направление иммуно-биохимических исследований по оценке разработок средств метаболической коррекции профессионального здоровья летчиков и космонавтов.
В 1999 г. за заслуги в сфере организации военного здравоохранения указом президента России Б. Н. Ельцина был удостоен звания «Заслуженный врач Российской Федерации».
В 1982 и в 1992 гг. защитил кандидатскую и докторскую диссертации по специальности «Авиационная, космическая и морская медицина», посвященные решению проблем совершенствования медобеспечения деятельности авиационных специалистов в неблагоприятных условиях окружающей среды и деятельность . В 1998г по этой же специальности ему было присвоено ученое звание профессор.
В 1993 г. прошел переподготовку по врачебной специальности «Социальная гигиена и организация здравоохранения». В 2002 году получил сертификат специалиста, а также высшую квалификационную категорию по специальности «Организация здравоохранения и общественное здоровье».
С сентября 1998 года — заместитель директора по научной работе ФГБУ «РНЦ Медицинской реабилитации и курортологии» Минздрава России. Курировал научное направление «организационно-методические подходы к организации службы восстановительной медицины и санаторно-курортного лечения».
С 2006 по 2015 год работал профессором кафедры восстановительной медицины ПМГМУ имени И. М.  Сеченова. С апреля 2015 года работает проректором по учебной, методической и научной работе, деканом факультета организации здравоохранения АНО «Международный Университет восстановительной медицины» (по совместительству).
С апреля 2015 г работает в ФГБУ «Центр стратегического планирования и управления медико-биологическими рисками здоровью» ФМБА России, являясь руководителем НИИ «Экологии человека и гигиены окружающей среды» им. А. Н. Сысина", руководителем научного направления организации здравоохранения и медицины окружающей среды, заместителем генерального директора Центра по научной работе.
И. П. Бобровницкий — автор более 700 научных работ и 43 патентов на изобретение. Персональный Индекс Хирша — 33. Он является автором учебника по восстановительной медицине (2009г), автором и редактором 2-го (2007г), автором и ответственным редактором 3-го (2016г) издания Руководства «Здоровье здорового человека: научные основы организации здравоохранения, восстановительной и экологической медицины». Автор многочисленных учебно-методических разработок, пособий для врачей, методических и клинических рекомендаций по организации здравоохранения и общественному здоровью, восстановительной медицине, экологии человека, гигиене и медицине окружающей среды.
Под его научным руководством защитили диссертации 20 докторов и 23 кандидата наук.
В настоящее время является членом экспертного совета ВАК по медико-биологическим и фармацевтическим наукам, главным редактором электронных изданий «Russian Journal of Rehabilitation medicine», заместителем главного редактора журнала «Вопросы курортологии, физиотерапии и лечебной физкультуры», членом редколлегии ряда других научных изданий, рекомендованных ВАК Минобрнауки для публикации результатов диссертационных исследований. Вице-президент МОО «Ассоциация полярников» (АСПОЛ), председатель общественной Комиссии АСПОЛ по направлению «арктическая медицина», председатель комиссии Научного совета Отделения медицинских наук РАН по медицинским проблемам Арктики, член президиума Экспертного совета Государственной Думы Федерального собрания Российской Федерации по вопросам законодательного обеспечения развития районов Крайнего Севера, приравненных к ним местностей, районов Дальнего Востока, а также территорий, входящих в Арктическую зону РФ, эксперт ВОЗ от России по программе «Hydroglobe» — оптимизация национальных систем здравоохранения в сфере курортологии, почетный член итальянской государственной академии «Истории и искусства медицины», действительный член РАЕН по специальности «Организация здравоохранения и медицина окружающей среды», секции «Биомедицина», член Научного совета швейцарского общественного Фонда «High technology for Peace», председатель совета директоров общественной организации "Фонд поддержки научных исследований «Экология, здоровье и качество жизни человека».
В 2004 году стал лауреатом премии Правительства Российской Федерации в области науки и техники. Награждён Почетной грамотой РАМН (2013 г.), Почетной грамотой Министра здравоохранения РФ (2003, 2007, 2013гг), 26.10.16г избран членом корреспондентом РАН по специальности «Организация здравоохранения и медицинского образования»

## Научная деятельность

### Научные интересы
Организация здравоохранения и общественное здоровье, экология человека, гигиена и медицина окружающей среды, арктическая медицина, метеопрофилактика, экопатология, авиационная и космическая медицина. Один из основоположников нового направления научных исследований: восстановительная медицина.

### Основные направления научной деятельности
Основные направления научной деятельности Бобровницкого И.П, включают разработку и внедрение в практику здравоохранения новых организационных моделей оказания медицинской помощи, информатизации здравоохранения, инновационных медицинских изделий, аппаратно-программных комплексов и технологий в сфере профилактической медицины, в том числе расчета риска развития, ранней диагностики, а также персонализированной нелекарственной профилактики и восстановительного лечения распространенных неинфекционных заболеваний. Под руководством и непосредственном участии И. П. Бобровницкого были подготовлены и утверждены приказами Минздрава России многочисленные нормативно-правовые документы по организации деятельности врачей и медицинских организаций в сфере санаторно-курортного лечения, восстановительной медицины и медицинской реабилитации, в том числе стандарты медицинской помощи, показания и противопоказания для санаторно-курортного лечения взрослых и детей, Концепция и Отраслевая программа "Охраны и укрепления здоровья здоровых в РФ на 2003—2010 гг. на основе которых впоследствии в 83 субъектах РФ были открыты 502 Центра здоровья для взрослых и 193 Центра здоровья для детей 9, всего 17 приказов Министра здравоохранения России.
В 2016 году, по запросу Минздрава России, в рамках реализации плана «О проведении в Российской Федерации года экологии» им подготовлены предложения по формированию систем информирования и оповещения эко- и метеозависимых граждан о факторах риска окружающей среды. Кроме того, в рамках реализации «Стратегии развития Арктической зоны Российской Федерации…» им организована работа по формированию раздела государственной программы "Совершенствование системы организации здравоохранения, сохранения и укрепления здоровья, профилактике экологически обусловленных заболеваний и формированию здорового образа жизни у населения Арктической зоны Российской Федерации.

## Основные публикации

### Организация здравоохранения и общественное здоровье
- Окружающая среда и общественное здоровье: актуальные вопросы организации здравоохранения и медицинского образования / И. П. Бобровницкий, Н. С. Прилипко, В. В. Турбинский, М. Ю. Яковлев // Менеджер здравоохранения. — 2021. — № 1. — С. 5-14. — DOI 10.21045/1811-0185-2021-1-5-14
- Гигиеническая оценка персонализованного риска здоровью для профилактики экологически обусловленных заболеваний в системе первичной медико-санитарной помощи населению. Обзор / Н. С. Прилипко, В. В. Турбинский, И. П. Бобровницкий // Russian Journal of Rehabilitation Medicine. — 2020. — № 3. — С. 5-35.
- Совершенствование нормативно-правовой базы по оказанию первичной медико-санитарной помощи населению в сфере профилактики неинфекционных заболеваний и проведению мероприятий по формированию здорового образа жизни / Н. С. Прилипко, В. В. Турбинский, И. П. Бобровницкий // Менеджер здравоохранения. — 2020. — № 3. — С. 44-52.
- The efficiency of Governmental and WFP UN Programs for improvement of nutritional status in Tajik schoolchildren as assessed by dietary intake and hair trace element content / A. A. Kirichuk, A. A. Skalny, M. G. Skalnaya [et al.] // Journal of Trace Elements in Medicine and Biology. — 2019. — Vol. 55. — P. 196—203. — DOI 10.1016/j.jtemb.2019.06.018.
- Научные и организационно-методические подходы к формированию и реализации программ противодействия неблагоприятному воздействию глобальных изменений климата на здоровье населения Российской Федерации / Ю. А. Рахманин, И. П. Бобровницкий, М. Ю. Яковлев // Гигиена и санитария. — 2018. — Т. 97. — № 11. — С. 1005—1010. — DOI 10.18821/0016-9900-2018-97-11-1005-10.
- Опыт использования материалов диспансеризации для эпидемиологических исследований / Л. Г. Соленова, Т. П. Федичкина, И. Е. Зыкова [и др.] // Гигиена и санитария. — 2017. — Т. 96. — № 11. — С. 1070—1072. — DOI 10.18821/0016-9900-2017-96-11-1070-1072.
- Пути совершенствования организации здравоохранения в условиях растущих экологических вызовов безопасности жизни и здоровью населения / А. И. Вялков, И. П. Бобровницкий, Ю. А. Рахманин, А. Н. Разумов // Russian Journal of Rehabilitation Medicine. — 2017. — № 1. — С. 24-41.
- Разумов А. Н., Бобровницкий И. П. Восстановительная медицина: 15 лет новейшей истории — этапы и направления развития. Вестник восстановительной медицины. 2008; 3: 7-13.
- Разумов А. Н., Бобровницкий И. П., Адилов В. Б. Концепция развития восстановительной медицины и курортологии в системе медицинской науки и практического здравоохранения. Курортные ведомости. 2006; 3: 4.
- Разумов А. Н., Бобровницкий И. П. Восстановительная медицина: научные основы и пути интеграции первичной и вторичной профилактики. Вестник восстановительной медицины. 2004; 2: 4-9
- Разумов А. Н., Бобровицкий И. П., Адилов В. Б. О концепции развития курортного дела в российской федерации. Здравоохранение. 2004; 9: 21-27.
- Разумов А. Н., Бобровницкий И. П., Разинкин С. М. Концепция охраны здоровья здорового человека и программно-целевые подходы к её реализации в системе здравоохранения российской федерации. Вестник восстановительной медицины. 2003; 3: 4-9.
- Разумов А. Н., Бобровницкий И. П. Восстановительная медицина: роль и место в науке и практике здравоохранения. Актуальные вопросы восстановительной медицины. 2003; 1: 5-11
- Разумов А. П., Бобровницкий И. П. Научные основы концепции восстановительной медицины и актуальные направления её реализации в системе здравоохранения. Вестник восстановительной медицины. 2002: 1: 3-8
- Разумов А. Н., Бобровницкий И. П. Восстановительная медицина: роль и место в современной медицинской науке и системе здравоохранения. Курортные ведомости. 2002; 4: 2-7
- Бобровницкий И. П., Бадалов Н. Г., Уянаева А. И., Тупицына Ю. Ю., Яковлев М. Ю., Максимова Г. А. Биотропные погодные условия и изменение времяисчисления как внешние факторы риска погодообусловленных обострений хронических заболеваний. Вопросы курортологии, физиотерапии и лечебной физической культуры. 2014; 4(91): 26-32.
- Разумов А. Н., Бобровницкий И. П., Шакула А. В. Служба восстановительной медицины и её роль в охране здоровья населения. Вестник восстановительной медицины. 2000; 4: 3-5.
- Разумов А. Н., Бобровницкий И. П., Шакула А. В. Восстановительная медицина и её роль в охране здоровья населения. Экология человека. 2004; 2: 45- 8.
- Разумов А. Н., Бобровницкий И. П., Семенов Б. Н. О внедрении научно-методических разработок по курортологии и физиотерапии в практику здравоохранения. Вопросы курортологии, физиотерапии и лечебной физической культуры. 2000; 1: 40-43

### Информатизация здравоохранения и персонализированная медицина.
- Анализ функционального состояния и рисков развития заболеваний у подростков, обучающихся в общеобразовательной организации / М. Ю. Яковлев, И. П. Бобровницкий, О. Д. Лебедева [и др.] // Терапевт. — 2017. — № 8. — С. 15-21
- Разработка информационных систем анализа риска развития распространенных неинфекционных заболеваний на основе оценки функциональных резервов организма / И. П. Бобровницкий, С. Н. Нагорнев, А. В. Соколов [и др.] // Russian Journal of Rehabilitation Medicine. — 2017. — № 2. — С. 39-53.
- Бобровницкий И. П., Лебедева О. Д., Яковлев М. Ю. Применение аппаратно-программного комплекса оценки функциональных резервов для анализа эффективности лечения. Вестник восстановительной медицины. 2011; 6: 7-9.
- Бобровницкий И. П., Лебедева О. Д., Яковлев М. Ю. Оценка функциональных резервов организма и выявление лиц групп риска распространенных заболеваний. Вопросы курортологии, физиотерапии и лечебной физической культуры. 2011; 6: 40-43.
- Яковлев М. Ю., Бобровницкий И. П., Лебедева О. Д. Применение диагностического программного модуля мониторинга функциональных резервов организма для оценки эффективности оздоровительно-реабилитационных программ. Вопросы курортологии, физиотерапии и лечебной физической культуры. 2012; 2(89): 7-9.
- Бобровницкий И. П., Сергеев В. Н., Нагорнев С. Н., Михайлов В. И., Яковлев М. Ю., Лебедев В. Б., Одинец А. Г., Тарасов А. В. Диагностический алгоритм исследования резервов здоровья пациентов и перспективы нутритивнометаболической коррекции. Терапевт. 2013; 3: 65-75.
- Бобровницкий И. П., Нагорнев С. Н., Лебедева О. Д., Яковлев М. Ю., Татаринова Л. В., Бадтиева В. А., Эфендиева М. Т., Полунин А. А. Персонализация программ медицинской реабилитации больных распространенными соматическими заболеваниями. Курортные ведомости. 2012; 4: 4-5.
- Гридин Л. А., Бобровницкий И. П., Богомолов А. В. Возможности ранней автоматизированной диагностики артериальной гипертензии. Врач. 2001; 1: 29-31.

### Книги и учебники
- Разумов А. Н., Бобровницкий И. П., Василенко А. М. ред. Учебник по восстановительной медицине. Москва; 2009. 639 с.
- Бобровницкий И. П., Нагорнев С. Н., Яковлев М. Ю., Семенов Ю. Н., Банченко А. Д., Шашлов С. В. , Худов В. В. Методы и аппаратно-программные комплексы анализа риска развития распространенных неинфекционных заболеваний на основе оценки функциональных резервов организма. В кн.: Разумов А. Н., Стародубов В. И., Рахманин Ю. А., ред. Здоровье здорового человека. Научные основы организации здравоохранения, восстановительной и экологической медицины. Издание 3-е, переработанное, дополненное. Москва. Издательство АНО «Международный Университет Восстановительной медицины»; 2016.: 187—193
- Разумов А. Н., Уянаева А. И., Бобровницкий И. П., Нагорнев С. Н., Яковлев М. Ю., Банченко А. Д.. Разработка и внедрение информационных технологий оценки и прогнозирования влияния неблагоприятных погодных условий на состояние здоровья населения. В кн.: Разумов А. Н., Стародубов В. И., Рахманин Ю. А., ред. Здоровье здорового человека. Научные основы организации здравоохранения, восстановительной и экологической медицины. Издание 3-е, переработанное, дополненное. Москва. Издательство АНО «Международный Университет Восстановительной медицины»; 2016.: 225—234
- Разумов А. Н., Кокорина Е. П., Бобровницкий И. П., Зубкова И. И., Нагорнев С. Н., Яковлев М. Ю. Центры здоровья: стратегия совершенствования методологии и организации деятельности. В кн.: Разумов А. Н., Стародубов В. И., Рахманин Ю. А., ред. Здоровье здорового человека. Научные основы организации здравоохранения, восстановительной и экологической медицины. Издание 3-е, переработанное, дополненное. Москва. Издательство АНО «Международный Университет Восстановительной медицины»; 2016.: 172—180
- Организационно-методические подходы к совершенствованию системы санаторно-курортного лечения / А. В. Соколов, И. П. Бобровницкий. — Москва : Международный Университет Восстановительной медицины, 2018. — 56 с. — ISBN 978-5-00077-692-6
- Физическая и реабилитационная медицина: национальное руководство / Г. Р. Абусева, П. В. Антипенко, В. В. Арьков [и др.] ; Межрегиональное научное общество физической и реабилитационной медицины, Ассоциация медицинских обществ по качеству. — Москва : Общество с ограниченной ответственностью Издательская группа «ГЭОТАР-Медиа», 2020. — 688 с. — (Национальные руководства). — ISBN 978-5-9704-5554-8.
- Рахманин Ю. А., Тутельян В. А., Разумов А. Н., Бобровницкий И. П. Питьевые, минеральные и функциональные воды: каталог. М. ООО «Медицинское информационное агентство» 136 с. ISBN 978-5-907098-55-8
- Санаторно-курортное лечение : национальное руководство / Г. Р. Абусева, В. Б. Адилов, П. В. Антипенко [и др.]. — Москва : Общество с ограниченной ответственностью Издательская группа «ГЭОТАР-Медиа», 2021. — 752 с. — (Национальные руководства). — ISBN 978-5-9704-6022-1. — DOI 10.33029/9704-6022-1-SKL-2021-1-752.
- Экология человека и общественное здоровье: научные основы питьевого применения минеральных вод в восстановительной и экологической медицине / В. К. Фролков, И. П. Бобровницкий, С. Н. Нагорнев; под общ. ред. акад. РАН Ю. А. Рахманина и акад. РАН А. Н. Разумова. — М.: ООО «Медицинское информационное агентство», 2021. — 112с.

### Инновационные технологии восстановительной медицины и санитарно-курортного лечения
- Skalny AV, Aschner M, Bobrovnitsky IP, Chen P, Tsatsakis A, Paoliello MM B, Djordevic AB, Tinkov AA. Environmental and health hazards of military metal pollution. Environmental Research. 2021. 111568. doi: 10.1016/j.envres.2021.111568
- Skalny AV, Kopylov PY, Paoliello MMB, Chang JS, Aschner M, Bobrovnitsky IP, Chao JC, Aaseth J, Chebotarev SN, Tinkov AA. Hair Lead, Aluminum, and Other Toxic Metals in Normal-Weight and Obese Patients with Coronary Heart Disease. Int J Environ Res Public Health. 2021 Aug 3;18(15):8195. doi: 10.3390/ijerph18158195. PMID 34360489; PMCID: PMC8345938
- Skalny, A.V., Chang, JS., Bobrovnitsky, I.P. et al. Relationship Between Elevated Hair Mercury Levels, Essential Element Status, and Metabolic Profile in Overweight and Obese Adults. Biol Trace Elem Res 199, 2874—2881 (2021). https://doi.org/10.1007/s12011-020-02430-2
- Основные аспекты влияния метеорологических и гелиогеофизических факторов на организм человека / И. П. Бобровницкий, М. Ю. Яковлев, О. А. Фесюн, С. М. Евсеев // Russian Journal of Rehabilitation Medicine. — 2021. — № 2. — С. 40-46
- Иммуно-биохимический скрининг и метаболические нагрузочные тесты в оценке функциональных резервов организма / С. Н. Нагорнев, И. П. Бобровницкий, Л. В. Хрипач, В. В. Худов // Russian Journal of Rehabilitation Medicine. — 2017. — № 2. — С. 3-38
- Использование минеральных вод питьевого применения для увеличения функциональных резервов и неспецифической резистентности организма / В. К. Фролков, С. Н. Нагорнев, И. П. Бобровницкий // Russian Journal of Rehabilitation Medicine. — 2017. — № 3. — С. 34-61
- Методология персонализированной немедикаментозной профилактики распространенных метеозависимых заболеваний системы кровообращения как основа активного здорового долголетия у населения России / И. П. Бобровницкий, С. Н. Нагорнев, М. Ю. Яковлев [и др.] // Вестник восстановительной медицины. — 2017. — № 1(77). — С. 72-78.
- Кончугова Т. В., Бобровницкий И. П., Орехова Э. М., Пузырева Г. А. Перспективы развития регенеративной физиотерапии. Вопросы курортологии, физиотерапии и лечебной физической культуры. 2014; 5(91): 42-49.
- Радзиевский С. А., Бобровницкий И. П., Солодовникова Т. С., Агасаров Л. Г., Бокова И. А., Орехова Э. М., Кончугова Т. В., Лукьянова Т. В. Адаптивные механизмы кардио- и сосудопротекторного действия рефлексотерапии. Вопросы курортологии, физиотерапии и лечебной физической культуры. 2013; 1 (90): 55-59.
- Радзиевский С. А., Бобровницкий И. П., Агасаров Л. Г., Солодовникова Т. С., Бокова И.А Универсальные механизмы кардиои сосудопротекторного действия рефлексотерапии. Традиционная медицина. 2012; 2(29): 38-43.
- Кульчицкая Д. Б., Кончугова Т. В., Бобровницкий И. П., Эктова Т. В., Сидоров В. В., Нагорнев С. Н., Пузырева Г. А. Информативность лазерной допплеровской флоуметрии в оценке и прогнозе эффективности магнитотерапии у больных с артериальной гипертензией. Вестник восстановительной медицины. 2012; 5: 18-22.
- Князева Т. А., Никифорова Т. И., Бобровницкий И. П., Бережнов Е. С., Котенко Е. П., Бадалов Н. Г. Кремнисто-углекислые ванны в реабилитации и вторичной профилактике ассоциированных кардиологических заболеваний. медицинская технология. Вопросы курортологии, физиотерапии и лечебной физической культуры. 2011; 2: 50-53.
- Разумов А. Н., Бобровницкий И. П., Стрижнев С. В., Клеменков С. В., Каспаров Э. В. Комбинированное применение хлоридных натриевых ванн и низкочастотного переменного магнитного поля в восстановительном лечении больных стабильной стенокардией и гипертонической болезнью. Вестник восстановительной медицины. 2011; 2: 31-35.
- Пузырева Г. А., Фролков В. К., Бобровницкий И. П. Метаболические механизмы репаративного действия металлозависимого спектрального светового потока лампы с полым катодом (экспериментальное исследование). Вопросы курортологии, физиотерапии и лечебной физической культуры. 2010; 3: 7-10.
- Саморуков А. Е., Бобровницкий И. П., Тарасова Л. Ю. Физические факторы в восстановительном лечении больных с синдромом вертебральной артерии при дисфункции шейного отдела позвоночника. Вестник восстановительной медицины. 2010; 1: 49-53.
- Семенова Л. Г., Бобкова А. С., Бобровницкий И. П., Коровкина Е. Г. Опыт применения аюрведической диагностики в восстановительной медицине для раннего выявления стрессогенных расстройств у студентов. Вестник восстановительной медицины. 2010; 4: 24-28.
- Хан М. А., Бобровницкий И. П., Червинская А. В. Аэроионотерапия в профилактике ОРЗ у детей. Аллергология и иммунология в педиатрии. 2009; 1(16): 23.
- Дубовой Р. М., Алчинова И. Б., Бобровницкий И. П., Лакарова Е. В., Скальный А. В. Взаимосвязь между метаболическими сдвигами и содержанием ряда элементов в биосубстратах человека. Вестник восстановительной медицины. 2009; 2: 42-44.
- Разумов А. И., Ельчининов Н. В., Бобровницкий И. П., Каспарова И. Э., Колесникова И. В., Каспаров Э. В., Ананьин Н. И. Влияние дозированных физических нагрузок, комбинируемых с мягкотканевой мануальной терапией, на психоэмоциональный статус и когнитивное функционирование больных. Вопросы курортологии, физиотерапии и лечебной физической культуры. 2008; 3: 3-5.
- Сапелкин С. В., Дан В. Н., Кульчицкая Д. Б., Бобровницкий И. П., Миненков А. А., Тимина И. Е. Возможности лазерной допплеровской флоуметрии в оценке расстройств микроциркуляции при ангиодисплазиях. Ангиология и сосудистая хирургия. 2007; 4 (13): 46-50.
- Бобровницкий И. П. Методологические аспекты разработки и внедрения новых технологий оценки и коррекции функциональных резервов. Курортные ведомости. 2007; 3: 8-10
- Бобровницкий И. П., Стрелкова Н. И., Арьков В. В., Саморуков А. Е. Особенности применения немедикаментозных методов восстановительной коррекции функционального состояния организма при вегетативных расстройствах. Вопросы курортологии, физиотерапии и лечебной физической культуры. 2006; 2: 18-21.
- Хан М. А., Бобровницкий И. П., Червинская А. В., Сотникова Е. Н., Вахова Е. Л. Аэроионотерапия в профилактике острых респираторных заболеваний у детей. Вопросы курортологии, физиотерапии и лечебной физической культуры. 2006; 6: 19-21.
- Хан М. А., Бобровницкий И. П., Потапов А. С., Баканов М. И., Комарова Е. В., Петрова А. В. Влияние интерференционных токов, криомассажа и их комбинированного применения на процессы перекисного окисления липидов при хронических запорах у детей. Вопросы курортологии, физиотерапии и лечебной физической культуры. 2006; 5: 31-32.
- Разумов А. Н., Бобровницкий И. П., Колесникова И. В., Каспаров Э. В., Ананьин Н. Н., Ельчшшнов Н. В., Галлингер В. Е., Минеева Е. Н. Влияние электромагнитных полей на тонус церебральных сосудов и артериальное давление. Вопросы курортологии, физиотерапии и лечебной физической культуры. 2006; 2: 3-5.
- Арьков В. В., Бобровницкий И. П., Звоников В. М. Комплексная коррекция функционального состояния у лиц с психовегетативным синдромом. Вопросы курортологии, физиотерапии и лечебной физической культуры. 2003; 2: 16-19
- Петрова Т. В., Стрюк И. П., Бобровницкий И. П., Орлова Т. А., Длусская И. Г., Нагорнев С. Н. О взаимосвязи избыточной массы тела, артериальной гипертонии, гиперинсулинемии и нарушения толерантности к глюкозе. Кардиология. 2001; 2: 30-33
- Стрюк Р. И., Длусская И. Г., Токмачев Ю. К., Бобровницкий И. П., Дженжера Л. Ю., Ефремущкина О. Д., Яковлева И. П. Прогнозирование и профилактика нейровегетативных гипертонических кризов. Кардиология. 1995; 3: 24-27

### Авиационная и космическая медицина
- Орлова Т. А., Худов В. В., Бобровницкий И. П. Современные подходы к диагностике и коррекции атерогенных нарушений у летного состава. Авиакосмическая и экологическая медицина. 1999; 6(33): 3-11
- Нагорнев С. Н., Сытник С. И., Бобровницкий И. Т., Черняков И. Н., Шишов А. А. Фармакологическая коррекция процесса липопероксидации при гипоксии и возможность повышения высотной устойчивости человека с помощью препаратов метаболитического типа действия. Вестник Российской академии медицинских наук. 1996; 7: 53-60.
- Длусская И. Г., Стрюк Р. И., Бобровницкий И. П. Показатель адренорецепции клеточных мембран: референтные величины и информативность в оценке функционального состояния сердечно-сосудистой системы. Авиакосмическая и экологическая медицина. 1996; 4(30): 46-51.
- Длусская И. Г., Стрюк Р. И., Бобровницкий И. П. К вопросу о связи между адренорецепцией клеточных мембран и инсулинемией у больных гипертонической болезнью при лечении антагонистами кальция. Экспериментальная и клиническая фармакология. 1995; 6: 49-51
- Бобровницкий И. П., Пономаренко В. А. Антропологические аспекты профессионального здоровья и некоторые биохимические подходы к проблеме его оценки у лиц опасных профессий. Авиакосмическая и экологическая медицина. 1991. 2 (25): С. 31-36

### Курортология
- Зависимость смертности населения от загрязнения атмосферного воздуха в городах Российской Федерации / М. М. Салтыкова, А. В. Балакаева, О. В. Шопина, И. П. Бобровницкий // Профилактическая медицина. — 2021. — Т. 24. — № 5-2. — С. 105—106
- Основные причины смертности, обусловленной загрязнением воздуха / М. М. Салтыкова, А. В. Балакаева, Т. П. Федичкина, И. П. Бобровницкий // Гигиена и санитария. — 2020. — Т. 99. — № 4. — С. 337—343. — DOI 10.33029/0016-9900-2020-99-4-337-343
- Влияние сезонов года на развитие обострений наиболее распространённых болезней системы кровообращения. Гендерно-возрастные особенности / А. Ю. Груздева, М. М. Салтыкова, И. П. Бобровницкий [и др.] // Гигиена и санитария. — 2019. — Т. 98. — № 8. — С. 839—844. — DOI 10.18821/0016-9900-2019-98-8-839-844
- Влияние погоды на пациентов с болезнями системы кровообращения: главные направления исследований и основные проблемы / М. М. Салтыкова, И. П. Бобровницкий, М. Ю. Яковлев, А. Д. Банченко // Экология человека. — 2018. — № 6. — С. 43-51. — DOI 10.33396/1728-0869-2018-6-43-51
- Изучение влияния метеофакторов на состояние здоровья лиц с болезнями системы кровообращения / И. П. Бобровницкий, С. Н. Нагорнев, М. М. Салтыкова [и др.] // Вопросы курортологии, физиотерапии и лечебной физической культуры. — 2018. — Т. 95. — № 2-2. — С. 30-31
- Механизмы гормонального действия минеральной воды Кукинского месторождения Читинской области при постваготомических нарушениях / И. П. Бобровницкий, А. Э. Блюменкранц, В. К. Фролков [и др.] // Вопросы курортологии, физиотерапии и лечебной физической культуры. — 2018. — Т. 95. — № 2-2. — С. 31-32
- Новый подход к анализу влияния погодных условий на организм человека / М. М. Салтыкова, И. П. Бобровницкий, М. Ю. Яковлев [и др.] // Гигиена и санитария. — 2018. — Т. 97. — № 11. — С. 1038—1042. — DOI 10.18821/0016-9900-2018-97-11-1038-42
- Основные аспекты изучения влияния метеотропных реакций / М. М. Салтыкова, И. П. Бобровницкий, А. Д. Банченко // Russian Journal of Rehabilitation Medicine. — 2018. — № 4. — С. 19-24
- Перспективы исследований влияния метеорологических и геомагнитных параметров на заболеваемость и смертность населения / И. П. Бобровницкий, С. Н. Нагорнев, М. Ю. Яковлев [и др.] // Гигиена и санитария. — 2018. — Т. 97. — № 11. — С. 1064—1067. — DOI 10.18821/0016-9900-2018-97-11-1064-67
- Психологический аспект влияния метеофакторов у пациентов с болезнями системы кровообращения / М. Ю. Яковлев, И. П. Бобровницкий, С. Н. Нагорнев [и др.] // Russian Journal of Rehabilitation Medicine. — 2018. — № 1. — С. 32-38
- Роль регулярных курсов санаторно-курортного лечения в профилактике метеочувствительности и повышении функциональных резервов организма / А. В. Соколов, И. П. Бобровницкий, А. В. Стома [и др.] // Системный анализ и управление в биомедицинских системах. — 2018. — Т. 17. — № 2. — С. 440—445
- Ультраструктура клеток сертоли и сперматогониев при лечебно-профилактическом применении низкоинтенсивных электромагнитных излучений в условиях радиационного облучения крыс / Ю. Н. Королев, И. П. Бобровницкий, М. С. Гениатулина [и др.] // Вопросы курортологии, физиотерапии и лечебной физической культуры. — 2018. — Т. 95. — № 1. — С. 35-40. — DOI 10.17116/kurort201895135-40
- Изучение взаимосвязи влияния погодных условий и развития обострений заболеваний системы кровообращения / М. Ю. Яковлев, С. Н. Нагорнев, А. И. Уянаева [и др.] // Вопросы курортологии, физиотерапии и лечебной физической культуры. — 2017. — Т. 94. — № S2. — С. 164
- Исследование общего состояния здоровья обучающихся в образовательных организациях / А. Д. Фесюн, И. П. Бобровницкий, Е. А. Турова [и др.] // Вопросы курортологии Республики Казахстан. — 2017. — № 1. — С. 43-48
- Соколов, А. В. Проблемы и результативность санаторно-курортного лечения работников вахтовых форм труда нефтегазодобывающей промышленности / А. В. Соколов, И. П. Бобровницкий, М. Ю. Яковлев // Вопросы курортологии, физиотерапии и лечебной физической культуры. — 2017. — Т. 94. — № S2. — С. 135—136
- Развитие курортного и медицинского туризма в сфере охраны здоровья здорового человека / А. Н. Разумов, И. П. Бобровницкий, Е. А. Турова [и др.] // Russian Journal of Rehabilitation Medicine. — 2017. — № 2. — С. 54-73.
- Михайленко Л. В., Нагорнев С. Н., Бобровницкий И. П., Фролков В. К. Фитотерапия артериальной гипертонии в сочетании с ожирением в санаторно-курортных условиях. Вопросы курортологии, физиотерапии и лечебной физической культуры. 2009; 5: 13-17.
- Рябцев С. М., Гречкина З. Ф., Бобровницкий И. П., Ходасевич Л. С. Влияние факторов талассотерапии на состояние микроциркуляции у здоровых лиц. Вопросы курортологии, физиотерапии и лечебной физической культуры. 2007; 1: 39-40.
- Адилов В. Б., Бережное Е. С., Бобровницкий И. П., Давыдова О. Б., Зотова В. И., Львова Н. В., Петрова Н. Г., Разумов А. Н., Тупицына Ю. Ю., Требухова Т. М. Минеральные воды наружного (бальнеологического) применения пособие для врачей-москва, 2002. Вопросы курортологии, физиотерапии и лечебной физической культуры. 2006; 3: 48-54.
- Бобровницкий И. П., Ходасевич Л. С., Ибадова Г. Д., Куртаев О. Ш. Механизм действия сероводородной бальнеотерапии в свете представлений о синдроме системного воспалительного ответа. Вопросы курортологии, физиотерапии и лечебной физической культуры. 2005: 3: 47-52.
- Адилов В. Б., Бережнов Е. С., Бобровницкий И. П. Минеральные воды наружного (бальнеологического) применения. Вопросы курортологии, физиотерапии и лечебной физической культуры. 2005; 4: 48-54.

### Арктическая медицина
- Перспективные направления развития инновационных технологий здоровьесбережения в Арктической зоне Российской Федерации / И. П. Бобровницкий, С. Н. Нагорнев, В. В. Худов, М. Ю. Яковлев // Russian Journal of Rehabilitation Medicine. — 2021. — № 1. — С. 16-40
- Основные направления совершенствования деятельности центров здоровья в Арктической зоне Российской Федерации / И. П. Бобровницкий, С. Н. Нагорнев, В. В. Худов, М. Ю. Яковлев // Russian Journal of Rehabilitation Medicine. — 2020. — № 3. — С. 35-55
- Особенности гормональной регуляции метаболических процессов в условиях Арктической зоны и нелекарственные методы их оптимизации / И. П. Бобровницкий, С. Н. Нагорнев, В. К. Фролков // Russian Journal of Rehabilitation Medicine. — 2020. — № 2. — С. 4-18
- Патофизиологические механизмы неблагоприятного влияния климатогеографических факторов Арктики на здоровье человека и технологии восстановительной медицины / В. К. Фролков, С. Н. Нагорнев, И. П. Бобровницкий [и др.] // Физиотерапевт. — 2020. — № 1. — С. 57-63. — DOI 10.33920/med-14-2002-10
- Новые принципы повышения неспецифической резистентности организма к климатическим условиям арктики / И. П. Бобровницкий, В. К. Фролков, С. Н. Нагорнев, Н. Б. Корчажкина // Физиотерапевт. — 2019. — № 5. — С. 75-80. — DOI 10.33920/med-14-1905-13
- Эпидемиология неинфекционных заболеваний, связанных с неблагоприятным воздействием окружающей среды и деятельностью человека в Арктике / С. Н. Нагорнев, В. В. Худов, И. П. Бобровницкий // Russian Journal of Rehabilitation Medicine. — 2019. — № 4. — С. 3-37.
- Бобровницкий И. П., Нагорнев С. Н., Худов В. В., Яковлев М. Ю. Стратегические направления и приоритеты научно-технологического развития в сфере арктической медицины и экологии человека на севере. Russian Journal of Rehabilitation Medicine. 2019. № 1. С. 4-15.
- Нагорнев С. Н., Бобровницкий И. П., Юдин С. М., Худов В. В., Яковлев М. Ю. Влияние климатогеографических факторов арктики на здоровье человека: метаболические и патофизиологические аспекты. Russian Journal of Rehabilitation Medicine. 2019. № 2. С. 4-30.
- Бобровницкий И. П., Нагорнев С. Н., Худов В. В., Юдин С. М. Основные направления социально-экономического и научно-технологического развития арктической зоны российской федерации в сфере здравоохранения и медико-биологического обеспечения деятельности человека на севере. Russian Journal of Rehabilitation Medicine. 2019. № 3. С. 4-25.
- Badalov N.G., Yakovlev M.Y., Mukhina A.A., Borodulina I.V., Bobrovnitsky I.P.Meteopathic reactions study health care needs depending on weather conditions. Acta Balneologica. 2019. Т. 61. № 2 (156). С. 107—108.

### Медицина окружающей среды
- Актуальные проблемы эпидемиолого-гигиенической оценки состояния окружающей среды и здоровья населения на территории Арктической зоны России / Н. А. Мешков, И. П. Бобровницкий, С. М. Юдин [и др.] // Russian Journal of Rehabilitation Medicine. — 2019. — № 2. — С. 40-73.
- Эпидемиология неинфекционных заболеваний, связанных с неблагоприятным воздействием окружающей среды и деятельностью человека в Арктике / С. Н. Нагорнев, В. В. Худов, И. П. Бобровницкий // Russian Journal of Rehabilitation Medicine. — 2019. — № 4. — С. 3-37.
- Медицина окружающей среды как методологическая основа организации санаторно-курортного лечения пациентов с экологически детерминированной патологией / Ю. А. Рахманин, И. П. Бобровницкий, С. Н. Нагорнев, М. Ю. Яковлев // Вопросы курортологии, физиотерапии и лечебной физической культуры. — 2017. — Т. 94. — № S2. — С. 124.
- Научные и организационно-методологические основы медицины окружающей среды как нового направления профилактического здравоохранения / Ю. А. Рахманин, И. П. Бобровницкий // Гигиена и санитария. — 2017. — Т. 96. — № 10. — С. 917—921. — DOI 10.18821/0016-9900-2017-96-10-917-921.
- Научные и организационно-методологические основы реализации приоритетных проектов медицины окружающей среды как интегративного профилактического направления медицинской науки и практического здравоохранения / И. П. Бобровницкий, М. Ю. Яковлев, С. Н. Нагорнев [и др.] // Микроэлементы в медицине. — 2017. — Т. 18. — № 2. — С. 3-9. — DOI 10.19112/2413-6174-2017-18-2-3-9.
- Научные и организационно-методологические основы интеграции медицины окружающей среды, экологии человека и практического здравоохранения в целях обеспечения активного долголетия человека / Ю. А. Рахманин, И. П. Бобровницкий // Вестник восстановительной медицины. — 2017. — № 1(77). — С. 2-7.